# Азуев, Магомед
Магоме́д Сайд-Эминович Азу́ев (род. 5 июня 1986, Грозный) — испанский спортсмен чеченского происхождения, кикбоксер, каратист, боксёр, четырёхкратный чемпион Испании и Европы по кикбоксингу.

## Биография
Родился 5 июня 1986 году в Грозном. В 1995 году в результате военных действий в Чечне дом семьи Азуевых был разрушен. Им пришлось покинуть республику и выехать в Испанию. Они приобрели квартиру в Коста-Бланка.
В 9 лет отец записал Магомеда в секцию Кёкусинкай, поскольку она располагалась рядом с домом. Четырежды Магомед становился чемпионом Испании среди юниоров. Но в 2003 году его первый тренер скончался и Азуев перешёл к тренеру по кикбоксингу, который вёл занятия в том же клубе. Четырежды становился чемпионом Испании по кикбоксингу. В 2005—2008 годах становился чемпионом Европы по кикбоксингу по версии К-1. В 2009—2010 годах выигрывал Интерконтинентальный турнир, который приравнивается к чемпионату мира.
В 2011 году перешёл в профессиональный бокс. Считается российским спортсменом, но поскольку живёт и тренируется в Испании, то выступает под флагом этой страны. При этом на бои всегда приносит и флаг Чеченской Республики. На август 2014 года провёл шесть боёв, в пяти победил.
| Результат | Соперник            | Метод              | Дата            | Раунд |
| --------- | ------------------- | ------------------ | --------------- | ----- |
| Победа    | Gabriel Jaszai      | Технический нокаут | 4 апреля 2014   | 2     |
| Поражение | Ivo Andelic         | Решение судей      | 19 октября 2013 | 6     |
| Победа    | Aleksandrs Selezens | Решение судей      | 6 июля 2013     | 4     |
| Победа    | Viorel Boltoc       | Технический нокаут | 12 апреля 2013  | 1     |
| Победа    | Gabor Farkas        | Решение судей      | 15 февраля 2013 | 4     |
| Победа    | Catalin Stan        | Технический нокаут | 14 декабря 2012 | 1     |

## Семья
У Азуева есть брат и сестра. 20 декабря 2014 года Магомед Азуев женился на Узуевой Мархе.
У пары 2 детей. 